# Hassel – Beskyddarna
Hassel – Beskyddarna är en svensk TV-film från 1986 med Lars-Erik Berenett, Jan Erik Lindqvist, Björn Gedda och Heinz Hopf med flera.

## Handling
Betala för beskydd eller råka riktigt illa ut. En rå beskyddarverksamhet|beskyddarliga härjar i Stockholm. Små restauranger och typiska kvarterskrogar utsätts för hotelser och grov skadegörelse. När polisen börjar utreda brotten blir hustrun till en av Roland Hassels kollegor svårt misshandlad. Polisen beslutar sig för att sätta hårt mot hårt innan beskyddarna går för långt.

## Om filmen
Filmen är den andra i Hasselserien och troligtvis den film där manus stämmer mest överens med förlagan, kriminalromanen av Olov Svedelid från 1974. Filmen präglas av en tydlig 70-tals-karaktär, trots att den är inspelad vintern 1985/86.

## Rollista
- Lars-Erik Berenett - Roland Hassel
- Jan Erik Lindqvist - Kommissarie Ruda
- Björn Gedda - Simon Palm
- Ingrid Janbell - Virena
- Allan Svensson - Sune Bengtsson
- Robert Sjöblom - Pelle Pettersson
- Heinz Hopf - Georg Cornell
- Stig Engström - Tore Mattsson
- Nils Landgren - Sten Sjöder
- Claire Wikholm - Nadja Palm
- Petra Nielsen - Saga Sjöder
- Gösta Engström - Enrico Marelli
- Lars Lind - Walter Ljunggren
- Monica Nielsen - Laila Sjöder
- Sune Mangs - Pekka
- Willie Andréason - David Sjöder
- Måns Ekman - Ole Ring
- Fredrik Ohlsson - Bilförsäljaren
- Jan Nygren - Hjortfot
- Peter Harryson - Falköga
- Charlie Elvegård - Hovmästaren
- Christer Banck - Lodisen
- Benny Haag - Erik Karlsson
- Mille Schmidt - Herr Kling
- Börje Nyberg - Läkaren